# 寶石寵物 魔法變身
《寶石寵物 Magical Change》（日语：ジュエルペット マジカルチェンジ，Jewelpet Magical Change），是三麗鷗和Sega Toys共同開發的角色，「寶石寵物」動畫的第七作，及系列中的最後一作。無線電視翡翠台於2019年2月20日以「寶石寵物Ⅶ」的名義播出。

## 概要
为寶石寵物系列的第七部動畫，也是該动画系列的最後一部作品。本作自系列開始以來首次採用寶石寵物擬人化的設定。本作更在尾段加入原創環節「『寶石寵物』現正逃亡中」，主角是奈娜。
另外，本作製作團隊亦有變動，動畫制作公司由前六作的STUDIO COMET變更為STUDIO DEEN；製作委員會是東京電視控股的子會社AT-X（第1作的製作公司是大阪電視台）。

### 寶石寵物方面
本作的寶石寵物主角為露比、奈娜、拉莉瑪及露娜；奈娜曾為寶石寵物 Happiness的寶石寵物主角，本作為牠自Happiness起再次擔任主角的系列作品；露娜首次擔任主角，拉莉瑪於前作Lady 寶石寵物第47集登場，於本作首次擔任主角的寶石寵物。

## 故事大綱
有一天，寶石城堡突然墜落到人間！所以寶石寵物為了令城堡恢復原狀，開始了長久的魔法修行……
而在途中，牠們透過愛莉的衣櫃誤打誤撞來到愛莉的家，於是便一起生活。

## 登場角色

### 主要寶石寵物
露比（聲：齋藤彩夏（日本）；何璐怡（香港））
原型：一隻女性日本兔。
擬人化：披着紅色中長髮，頭飾為白色蝴蝶結髮箍。
個性活潑而天真。來到人間界前與佳娜德、莎菲為好友。7年前與愛莉相遇，為她施了魔法後就離去；之後失蹤7年，其實是因為在商場貨倉中睡覺，卻聽不到鬧鐘而一直睡著，直至被愛莉與其他寶石寵物找回。與露亞為競爭對手，但更多時候視她為要好的朋友；比起露亞她對古拉萊特更加視為競爭對手。於故事終段為修復寶石城堡及寶石樂園而必須與愛莉分別；多年後重歸人間界，與愛莉的女兒見面並重遇成年後的愛莉。
在「寶石寵物 現正逃亡中」環節中擔任主角，不斷逃避奈娜的追捕。
拉布拉（聲：澤城美雪（日本）；劉惠雲（香港））
原型：一隻女性北極熊。
擬人化：綁着双丸子的淡粉色短髮。
小孩寶石寵物。外表可愛，但有時會是腹黑性格，說出與外表相違的尖酸刻薄話。與安祖娜為十分要好的朋友，愛騎在她身上。
在「寶石寵物 現正逃亡中」環節中擔任主角，目的是讓世界被邪惡侵佔，並不斷追捕露比等人，要他們全部成為同伴。口頭禪為「太敷衍了」／「不熱不冷的」。
拉莉瑪（聲：高垣彩陽（日本）；黃昕瑜（香港））
原型：一隻女性北極狐。
擬人化：粉藍色的內卷中長髮，耳飾為純白毛球，是唯一一位擬人化後有耳環的寶石寵物。
性格較冷靜溫柔，作為露比她們的「大姐姐」，照顧著她們。有著成為偶像的夢想，於寶石廣場舉行的形象女孩大賽勝出並出道，達成願望；後來在寶石咖啡店中正式首次演出，人氣自此愈來愈高。以人類姿態偶然與蒼彌相遇，初次見面就被要求與他交往，雖一開始對他沒有好意，但在交往過程中對他漸生情愫；最終為了拯救蒼彌而使用魔法、變回寵物，對方卻認不出自己並離去，因而感到悲傷。之後為慶祝初次出CD而準備在武道館演出，其間想起了蒼彌，卻因偶像工作而在愛情上無法對自己老實，後被尾巴小姐開解；然而終於向蒼彌表達心意時被他拒絕，但也明白他為的是不阻礙自己的偶像工作。
尾巴小姐
拉莉瑪因討厭自己的又大又長的尾巴，本想用魔法將其變小，卻失敗而生成的會說話的尾巴精靈。性格與拉莉瑪完全相反，十分好動而且脾氣暴躁，說話亦尖酸刻薄，但其實內心善良。拉莉瑪之後與她的經歷使她不再討厭自己的尾巴。後來在拉莉瑪因偶像工作在愛情上無法對自己老實時再次出現幫助她。語尾為「尾」。
露娜（聲：misono（日本）；張頌欣（香港））
原型：一隻女性粉紅色的荷蘭侏儒兔。
擬人化：有着一把粉紅色的直長髮，頭飾為白色圓點藍底蝴蝶結，並帶着紅框眼鏡。
露比等人之中較有學識的一位，喜歡看書；除了魔法也欣賞科學的力量，暗戀著熱衷和努力於科學研究的朔太郎。
露亞（聲：井口裕香（日本）；葉曉欣（香港））
原型：一隻女性黑色的荷蘭兔。
擬人化：第23話初次登場。紫色及腰長直髮，頭飾為深藍色蝴蝶結。身穿秋季學生制服及迷你校裙。
個性有點驕傲，對自己的魔法很有自信。視露比為競爭對手；之前對她作出多次挑戰，卻有多次都被她誤會挑戰內容而沒法好好分出勝負，故對此耿耿於懷。與露比在人間界進行修煉期間不見了她，為了尋找她而迷路至法國，奄奄一息之時得到羅拉的救助，之後與她一起生活（於是被其他寵物當成失蹤）；現在歸來日本。自被羅拉救起以後就一直與她親近、著緊她。屢次與羅拉試圖取得愛莉的魔法寶石，希望將其強大力量據為己有。於故事終段被選中成為預言所示的寶石樂園的救世主——茱莉娜女王，帶領寶石寵物們修復寶石城堡。

### 其他寶石寵物
佳娜德（聲：平野綾（日本）；林元春（香港））
原型：一隻女性粉紅色的波斯貓。
擬人化：粉紅色的波浪卷長髮，頭飾為白边紅色蝴蝶結。
僅第7話、第24話和第32話主要登場。喜愛時尚，亦擅長時裝設計；也喜歡唱卡拉OK。來到人間界前與露比、莎菲為好友。被拉莉瑪用魔法叫來人間界，幫助想變得漂亮的寧寧；之後因意外從高處掉下，被寧寧拯救卻一同落下，危急下魔法變身，長出翅膀，救了寧寧。再次登場時被拉莉瑪請求為她製作一套時裝表演上登場的服裝，因她對於偶像的熱誠而答允；製好以糖果為主題的服裝後卻被螞蟻偷走，更被拉莉瑪當作未夠資格穿上就看不見的衣服而「穿上」登台；因看見拉莉瑪在一場混亂之中仍堅持完成偶像的職責而感動，魔法變身，為她變出本來設計好的服裝，並一同上台演唱。後來搬到莎菲在人間界的房屋居住，並在莎菲家舉辦寶石寵物同學會，藉寶石城堡掉落至人間界7周年的時機與大家重聚，結果只有露比一人來到，其他全部缺席，因而沮喪並退出；之後想到有陪伴自己的朋友已經很好而釋懷。
珊瑚（聲：清水愛（日本）；曾秀清（香港））
原型：一隻女性淡黄色的虎斑貓。
擬人化：棕色短髮，頭戴繫有紅色絲帶之黃色圓帽，身穿黃色紅領水手服和紅色及膝裙。
僅第8話和第20話主要登場。熱愛甜品；聽說是甜品專家，其實指的是吃的方面，甚至曾在三天內把甜品樂園吃光。因羅拉想製作甜品給朔太郎而被露亞叫來人間界教導她，結果只是叫羅拉為她送上甜品。後來在寶石廣場中開了名為「3×5=15」的甜品店，卻因忍不住口吃光店內的甜品而沒有生意，於是一度改售鹹味點心。夏天時在店內推出水果紅豆湯，但因是熱的甜品、人們都去買冰淇淋而生意淡薄；之後終於有客人來嘗試紅豆湯卻被指其並不夠好，因而沮喪並憤然，結果魔法變身，用魔法改善了紅豆湯，並使其大賣。
大王（聲：木内秀信（日本）；袁淑珍（香港））
原型：一隻男性粉紅色身體的法國鬥牛犬。
擬人化：變身後十分高壯，有着短髮粉紅色的平頭，頭戴標誌性的王冠。
僅第9話主要登場。在寶石樂園的選舉中總是排名最低的寶石寵物。初來人間界時因前途迷茫而自暴自棄，後被阿菫救起，但她以為自己是與她以前的寵物狗「桃姬」相似的普通狗，於是決定放棄寶石寵物的身份，以普通狗「桃姬」身份與阿菫一起生活；之後為了防止阿菫被騙子商人騙財而不惜說話，著緊阿菫的心亦使他魔法變身，用魔法使騙子不再騙人；事件過後依然被阿菫當作寵物「桃姬」。
安祖娜（聲：豐崎愛生（日本）；成瑤孆（香港））
原型：一隻女性粉紅色的羊駝。
擬人化：無
僅第10話和第35話主要登場。與奈娜為十分要好的朋友。其羊毛有著極其療癒的效力，甚至擁有「國家摸摸師一級」的資格，被羅拉看中並帶至世界各地，為人們提供撫摸服務，結果變得疲倦不堪；後因魔法寶石之力變身成摩托車，與奈娜一同暢快奔馳，恢復精神。後來再次以摩托車姿態出現，讓奈娜騎上自己，四出尋找她的夢想。
吉塔那（聲：江里夏（日本）；謝潔貞（香港））
原型：一隻男性橘色的花栗鼠。
擬人化：無
僅第12話主要登場。以為人帶來歡笑為使命。以前與小時候的時子成為了朋友，後來使她變得開朗之後與她告別，出發為其他人帶來歡笑；之後失蹤了60年，其實是因為愛莉與時子等人因他的寶石手錶的力量穿越時空，回到60年前，接他到現代去。
歐帕露（聲：澤城美雪（日本）；曾佩儀（香港））
原型：一隻女性紫色的鬃毛的有翼獨角獸。
擬人化：無
僅第13話、第23話、第28話、第38話和第39話主要登場。寶石寵物們的指揮者，對他們頗嚴格，會檢視於人間界的寶石寵物有否好好修煉，以及作為留於寶石樂園的寵物們的老師。知道有關拯救寶石樂園的預言，並曾拿走愛莉的魔法寶石試圖讓自己成為寶石樂園的救世主。
貝莉朵（聲：甲斐田幸（日本）；曾秀清（香港））
原型：一隻女性乳黃色身體和綠色耳朵的蝴蝶犬。
擬人化：青綠色長髮及膝馬尾，身穿吊帶露臍背心及熱褲，腳踏涼鞋。
僅第15話和第34話主要登場。言語中不時夾雜著英文，但其實並不懂得英文。在「電電壽司」工作，不時會偷吃要送客人的壽司，但對老闆十分關心，尤其在他因腰傷而無法工作、店舖面臨倒閉時；擔心老闆的心使她魔法變身，用極快的速度做好大量壽司，完成要求高的訂單。後來在工作時被著名導演看中，被邀請參與荷里活電影的試鏡會，但因不懂英文的關係而向露比她們求助；試鏡會當天十分緊張，結果魔法變身，說得一口流利英語，最後被選中了演出背景角色。
莎菲（聲：佐佐木望（日本）；梁少霞（香港））
原型：一隻女性乳黃色身體和藍色耳朵的查理斯王小獵犬。
擬人化：頭上戴有花環型髮箍及綁上雙馬尾的淺藍色頭髮，身穿無袖粉紅色上衣和淺藍色及膝裙，腰後仍存有尾巴。
僅第16話、第31話和第32話主要登場。頭腦十分聰明，擅長科學研究及發明。來到人間界前與露比、佳娜德為好友。初次來到人間界時落在無人島上，既出不去又回不去寶石樂園，因而孤單一人，寂寞難耐，漸漸精神失常；最終對剛好漂流到無人島的愛莉與羅拉等人造成騷動，在一片混亂後恢復正常。離開無人島後在人間界建了房屋自己居住。之後因發明品——「增加寵物」不知為何起動了而製造了大量莎菲，導致無法辨認誰才是正貨而開設了篩選大賽；最後因複製品莎菲的意願，魔法變身，將所有複製品消失，而她心中懷著感恩。再次登場時幫助愛莉等人尋找寶石樂園的秘寶，之後一起慶祝萬聖節。
亞歷克（聲：五十嵐裕美（日本）；黃麗芳（香港））
原型：一隻男性乳白色身体的蘇格蘭摺耳貓。
擬人化：無
僅第23話主要登場。與因製作連接寶石樂園的大門失敗而闖入自己房間的朔太郎成為朋友。不擅長魔法而沒太大自信，受朔太郎影響而感受到科學力量的美好；朔太郎遇上危險時，因露亞的言語而鼓起勇氣用魔法拯救他，終對自己的魔法增強了信心。
哥奴（聲：上田燿司（日本）；關令翹（香港））
原型：一隻男性棕色的水豚。
擬人化：無
僅第23話主要登場。性格橫行霸道。看到亞歷克因朔太郎的幫助而魔法考試100分後妒忌他，搶走了朔太郎借給他的章魚燒機，及後更想將他的房屋據為己有，卻因魔法失敗而造成朔太郎等人的危險；最後為騷動向朔太郎道歉。
古拉萊特（聲：田丸篤志（日本）；李凱傑（香港））
原型：一隻男性白色的獅子。
擬人化：銀色短髮，身穿灰色西裝背心、白色襯衫及深藍西褲，頸上戴有淺藍色領巾。
僅第25話主要登場。在寶石樂園中是優等生，與露比為競爭對手。有復元墜落的寶石城堡的強烈決心，於是四出修煉。然而之後與露比等人重遇時，性格完全改變，變得輕浮，原來是因為在修煉期間被一種有毒植物割傷，雖偶爾能變回原本性格，但若不盡快服用解藥就一直無法回復原狀；後來在露比攀上高處採摘解藥卻失足墜下時魔法變身，救起露比；最終服用朔太郎買來的解藥而終於回復原狀，並再次出發修煉。
凱雅（聲：酒井香奈子（日本）；沈小蘭（香港））
原型：一隻女性暹羅貓。
擬人化：無
僅第26話主要登場。Magical占卜主持人露比的經理人。

### 主要人類角色
雲母愛莉（聲：小澤亞李（日本）；陳皓宜（香港））
中學2年級女生，14歲。相信及嚮往魔法，亦熱心於雲母家的偵探事務，喜歡用「偵探頭腦」解決問題。擁有可讓寶石寵物變身成人類（「魔法變身」）的魔法寶石，為爸爸所贈送，平時當作吊墜佩戴在身上。7歲時初次與露比見面，被露比失敗的魔法變出來的唾眠機撞到頭昏倒來「幫助」入睡。7年後，在家中遇上奈娜、拉莉瑪與露娜，並和她們一起尋回失縱的露比；之後開始了與四隻寶石寵物一起生活的日子。故事終段，因露比等寶石寵物要修復寶石城堡及寶石樂園而必須與自己分別；多年後育有一女，並重遇回到人間界的露比。
雲母朔太郎（聲：西山宏太朗（日本）；曹啟謙、黃玉娟（童年）（香港））
愛莉的哥哥，高中2年級生，17歲。在學校是科學部部長；喜歡發明，相信科學而否定魔法，即使寶石寵物來到家後仍想用自己的發明證明科學勝過魔法，但與寵物們相處久後亦漸漸感受到魔法的美好。
福王子羅拉（聲：田邊留依（日本）；詹健兒（香港））
大財團千金，愛莉的兒時朋友，中學2年級女生，14歲。8年前往法國留學，在法期間與露亞相遇，現在從法國歸來。希望雲母朔太郎成為他的哥哥，並且單戀着他，視露娜為情敵；為此與露亞合作試圖取得愛莉的魔法寶石。

### 人類角色關係者
雲母家父（聲：小山力也（日本）；雷霆（香港））
愛莉和朔太郎的父親，是位私家偵探，因在海外工作的原因而未能登場。愛莉的魔法寶石的贈送者。往海外工作其實是潛入寶石樂園作調查，為的是尋找拯救寶石樂園的方法，期間假裝成熊貓寶石寵物拉爾德。
美特邁亞加藤（聲：松井惠理子（日本）；李潤知（香港））
為羅拉服務的女僱人。曾計劃與朔太郎結婚，從而令他成為羅拉的義兄而化名成「三田邁子」。

### 其他
Hello Kitty
於第6話後半部分登場。本來為玩偶，因露亞失敗的魔法而變得巨大並會行動。
Melody
於第6話後半部分登場。本來為玩偶，因露比失敗的魔法而變得巨大並會行動。
寧寧（聲：佐藤亞美菜（日本）；廖杏茵（香港））
於第7話登場。因為想變成可愛又会打扮的女孩，所以使用郵件和愛莉相談。最後被佳娜徳拯救而決定自己努力變得可愛。
阿菫（聲：諸星堇（日本）；何寶珊（香港））
於第9話登場。為大王的飼養者，現為女大學生。以前曾養有與大王外表相似的寵物犬「桃姬」；遇見大王後，以為他是普通狗並收養他，更以「桃姬」命名。
美雅（聲：佳村遙（日本）；凌晞（香港））
於第11話登場。是一隻膽小的河童少女，身為妖怪一族的河童卻不懂得惡作劇嚇唬路人和游泳，後來得到拉莉瑪她們的幫助和人類成為朋友；最終為了拯救被急流沖走的拉莉瑪而終於懂得游泳。
時子（聲：新井里美（日本）；雷碧娜、羅孔柔（童年）（香港））
於第12話登場。小時候和吉塔那認識，現時已是年邁的婆婆。到愛莉家的偵探事務所希望能和吉塔那再見一面，並把寶石手錶給回牠。
老闆（聲：稻田徹（日本）；葉振聲（香港））
於第15話登場。是「電電壽司」的老闆，貝莉朵的僱主，稱她為「貝莉仔」。
西瓜怪人（聲：怪人さんたち（日本）；（香港））
於第16話登場。因莎菲來到人間界的無人島上後太寂寞而被製造出來，本來想作為同伴，但只會「嘰嘰」叫，不能溝通。愛莉等人被沖至無人島上時被莎菲派去觀察島上有沒有人可以當朋友；之後因莎菲精神失常而攻擊羅拉等人，但很快就全被打敗。後來成為莎菲的助手。
雲母家印章、福王子家印章（聲：加隈亞衣、岩崎征實（日本）；何寶珊、招世亮（香港））
於第18話登場。因失敗的魔法而懂得行動的印章。對自己不受重用感到茫然，與鎮上其他印章一起決心離家出走。
團長（聲：後藤邑子（日本）；沈小蘭（香港））
於第22話登場。大眾演劇的團長。中性外表，於劇場中扮演女性角色，但其實是男性。在朔太郎小時候於夏祭中迷路時幫助他找回家人，自此令他對自己有好意（因當時以女性裝束示人），並每年夏祭都想找回自己以道謝。
蒼彌（聲：平川大輔（日本）；陳灝瑋（香港））
於第29話登場。偶然與成為人類的拉莉瑪遇上，並立刻向她提出交往，為的是要避開他的5個姊姊；交往過程中互生情愫，但最終拉莉瑪因使用魔法而變回寵物時不認得她，以為她離他而去。後來在第37話才得知拉莉瑪是寶石寵物的事實，並因為不想阻礙她的偶像工作而選擇不與她一起。
Mario（真理夫）（聲：遊佐浩二（日本）；周倚天（香港））
於第30話登場。日本和意大利的混血兒。自稱羅拉的親哥哥，之後被發現是謊稱，後來更綁架愛莉與朔太郎；最終坦白是意大利商人，想與福王子集團合作以宣傳其產品而用各種手法接近羅拉。
佐治卡加美（聲：大竹宏（日本）；招世亮（香港））
於第34話登場。著名動作片導演，喜愛日本文化。專程到訪日本以為新電影的女主角作試鏡，途中看中了為他送上壽司的貝莉朵。
秋菜（聲：赤崎千夏（日本）；凌晞（香港））
於第35話登場。奈娜與安祖娜遇到的少女，喜愛打籃球。
紅玉鈴子
於第21話登場，是《寶石寵物》（第一季）的女主角。
樱明
於第21話登場，是《寶石寵物 Twinkle☆》的女主角。
水城花音
於第21話登場，是《寶石寵物 Sunshine》的女主角。
大宮粉紅
於第21話登場，是《寶石寵物 Kira☆Deco！》的女主角。
月影千亞里
於第21話登場，是《寶石寵物 Happiness》的女主角。
桃奈
於第21話登場，是《Lady 寶石寵物》的女主角。

## 用具
寶石手錶（Jewel Watch）
是只有寶石寵物才能使用的物件，具有GPS功能，不防水。
魔法寶石（Magical Stone）
是愛莉的爸爸從國外買回來送给愛莉的神奇石頭。當有危急情況出現，或是寶石寵物對某事物有深厚感情，便會發光，可以和寶石手錶合體令寶石寵物變身成為人類，並大大增強其魔法力量；變身口號是「Magical Change，（寶石寵物名字），Flash!」。在預言中，這石頭是拯救寶石樂園的關鍵：以其力量變身成人類的寶石寵物的其中一人會被選中成為救世主——茱莉娜女王。
於第13話正式透露其正名為「魔法寶石」，在這之前被稱為「吊墜」。

## 電視動畫

### 製作人員
- 原作：Sanrio、Sega Toys
- 監督：近藤信宏
- 系列構成：橫谷昌宏
- 人物設定：原田大基
- 寵物設定：宮川知子
- 美術監督：西倉力
- 色彩設定：桂木今里
- 攝影監督：川口正幸
- 編輯：松村正宏
- 音響監督：山本浩司
- 音響製作：Dax Production
- 音樂製作：F.M.F
- 動畫製作：STUDIO DEEN、TMS Entertainment（協力製作）
- 製作：東京電視台、MediaNet、寶石寵物製作委員會（AT-X、Sanrio、STUDIO DEEN、Sega Toys、創通、大阪電視台、TMS娛樂）[3]

### 主題曲
片頭曲（Magical☆Change）（avex trax）
作詞：BOUNCEBACK，作曲、編曲：日比野裕史，歌：Magical☆Dreaming
片尾曲
「Tell Me! Tell Me!」（avex trax）（第1－13話）
作詞：Kana Shirato，作曲、編曲：COZZi，歌：Dorothy Little Happy
「Baby, Love me!」（iDOL Street）（第14－26話）
作詞：KAJI KATSURA，作曲、編曲：NA. ZU. NA，歌：GEM
（Magical☆Kiss）（avex trax）（第27－39話）
作詞：Mio Aoyama，作曲、編曲：日比野裕史，歌：X21
插入曲（戀愛的寶石閃光）（第17話）
作詞、作曲、編曲：不明，歌：拉莉瑪（高垣彩陽）
- 第17話初次出現，之後的話數也有出現。

### 各話列表
| 話數                       | 日文標題 | 中文標題 | 香港標題                                                                                         | 劇本       | 分鏡       | 演出            | 作畫監督                            |
| -------------------------- | -------- | --- | ------------------------------------------------------------------------------------------------ | ---------- | ---------- | --------------- | ----------------------------------- |
| 第1話                      |          | 尋找露比！用魔法寶石Magical Change！                                                                         | 尋找露比用魔法石，魔法變身                                                                       | 橫谷昌宏   | 近藤信宏   | 村田尚樹        | 大西陽一、權容祥                    |
| 第2話                      |          | 充满夢想的蘿拉奈娜，做跑腿love～                                                                             | 充滿夢想的羅拉奈娜外出買東西，love                                                                   | 山口宏     |            | 吉田俊司        | 和田伸一、山村俊了                  |
| 第3話                      |          | Magical Change成為偶像！尾巴甚麽的最討厭！                                                                   | 魔法變身 成為偶像最討厭尾巴                                                                      | 福田裕子   | 近藤信宏   | 中村憲由 本間修 | 川島明子、宮川友夏里 、古池敏也     |
| 第4話                      |          | 可以不需要使用任何魔法！？爸爸究竟是怎樣的人？                                                               | 不需要魔法！？爸爸是怎樣的人？                                                                   | 谷村大四郎 |            | 渡邊正彥        | 權容祥、竹森由加                    |
| 第5話                      |          | 蜜瓜麪包嘉年華然後大家都不見了                                                                               | 蜜瓜包嘉年華然後，大家都不見了                                                                   | 竹內利光   | 誌村宏明   | 吉田俊司        | 藤田正幸、龜谷響子                  |
| 第6話                      |          | 點心小偷到底是誰？去打敗妖怪吧！                                                                             | 誰是茶點小偷？收拾妖怪吧                                                                         | 山田花名   | 佐佐木勅嘉 | 佐佐木勅嘉      | 青野厚司、和田伸一                  |
| 第7話                      |          | 朔太郎的領養計画佳娜德來了！                                                                                 | 收養朔太郎計劃來了                                                                               | 橫谷昌宏   | 井內秀治   |                 | 小野可奈子、飯嶋友里惠 、關根千奈美 |
| 第8話                      |          | 是甜品大作戰呢！珊瑚的甜品屋                                                                                 | 甜品大作戰珊瑚的甜品店                                                                           | 山口宏     |            | 渡邊正彥        | 大西陽一、山村俊了                  |
| 第9話                      |          | 我會變回普通的狗dasu                                                                                         | 我要變回普通小狗，dasu                                                                           | 竹內利光   | 井內秀治   | 上田茂          | 牧內桃子、荒木英樹                  |
| 第10話                     |          | 撫摸小屋paca～♪地球滅亡paca～♪                                                                               | 摸摸店，paca地球滅亡，paca                                                                       | 福田裕子   | 中村憲由   | 本間修          | 飯飼一幸、古瀨登 、古池敏也         |
| 第11話                     |          | 河童的大挑戰                                                                                                 | 交給河童吧                                                                                       | 谷村大四郎 | 井內秀治   | 吉田俊司        | 藤田正幸、龜谷響子                  |
| 第12話                     |          | 很想飼養寵物呀love～回憶的寶石手錶                                                                           | 很想養寵物，love回憶的寶石手錶                                                                   | 福田裕子   | 誌村宏明   | 渡邊正彥        | 和田伸一、青野厚司                  |
| 第13話                     |          | 目標！寶石城堡潜入！寶石城堡                                                                                 | 目標，寶石城堡潛入，寶石城堡                                                                     | 橫谷昌宏   | 近藤信宏   | 清水一伸        | 渡邊奈月                            |
| 第14話                     |          | 我是！寶石平板！游泳！寶石寵物！                                                                             | 我就是寶石平板游泳吧！寶石寵物！                                                                 | 山口宏     |            |                 | 青野厚司、木下由美子 飯嶋友里惠     |
| 第15話                     |          | 大澡堂裡也有夢想！這樣的壽司店很討厭！                                                                       | 大浴池裡有夢想不喜歡這種壽司店                                                                   | 竹內利光   | 佐佐木勅嘉 | 佐佐木勅嘉      | 山村俊了、大西陽一                  |
| 第16話                     |          | Dr.S之島増長寵物的Number 1！                                                                                 | Doctor S的島增加寵物的Number one！                                                               | 山田花名   | 齊藤哲人   | 吉田俊司        | 牧內桃子、和田伸一                  |
| 第17話                     |          | 偶像首次亮相的大騷動！？寶石咖啡店裡有明星誕生！？                                                           | 偶像出道引起大混亂？巨星在寶石咖啡店誕生？                                                       | 谷村大四郎 | 中村憲由   | 中村憲由        | 飯飼一幸、古瀨登 、古池敏也         |
| 第18話                     |          | Magical收集紀念章印章帝国的逆襲                                                                              | 魔法印章收集活動印鑑帝國的反擊                                                                   | 竹內利光   | 近藤信宏   | 渡邊正彥        | 龜谷響子、藤田正幸                  |
| 第19話                     |          | 復仇！露比VS露亞給我蠟筆love～！                                                                             | 復仇 露比對露亞給我蠟筆吧，love                                                                  | 福田裕子   | 井內秀治   | 清水一伸        | 青野厚司、大前祐美子                |
| 第20話                     |          | 不請自來的妹妹！珊瑚·仲夏的大逆轉                                                                            | 不請自來的妹妹！珊瑚，盛夏大反擊                                                                 | 山口宏     | 渡邊慎一   | 吉田俊司        | 和田伸一、青野厚司 大西陽一         |
| 第21話                     |          | 讓我聽到你的聲音露比和露比                                                                                   | 讓我聽聽你的聲音露比和露比                                                                       | 山口宏     | 誌村宏明   | 南川達馬        | 木下由美子、飯嶋友里惠 關根千奈未   |
| 第22話                     |          | Magical，很流利地說兩種語言！？朔太郎，夏日祭典之戀！？                                                      | 用魔法流利地說兩種語言！？朔太郎，夏日祭典的戀愛！？                                             | 谷村大四郎 | 渡邊慎一   | 山地光人        | 山村俊了、大西陽一                  |
| 第23話                     |          | 從人類世界來到寄人篱下                                                                                       | 人類世界來的寄居者                                                                               | 横谷昌宏   | 近藤信宏   | 渡邊正彥        | 青野厚司、松井誠 小林史緒里         |
| 第24話                     |          | 沒有出芽love~骨骼寵物的時裝表演                                                                              | 不發芽，love透視寵物的時裝表演                                                                   | 福田裕子   | 中村憲由   | 中村憲由        | 飯飼一幸、古瀨登 、古池敏也         |
| 第25話                     |          | 露比的競爭對手！？古拉萊特                                                                                   | 露比的競爭對手？古拉萊特                                                                         | 金春智子   | 渡邊慎一   | 吉田俊司        | 、亀谷響子                          |
| 第26話                     |          | 寶石便當 Magical Change揭發！Magical占卜的祕密！朔太郎的Magical童話故事                                      | 寶石飯盒，魔法變身揭穿它！魔法占卜的秘密！朔太郎的魔法童話故事                                   | 竹內利光   | 井內秀治   | 清水一伸        | 和田伸一、藤田正幸                  |
| 第27話                     |          | 這是少女的戰鬥這也是少女的戰鬥                                                                               | 這場是少女的戰鬥這場也是少女的戰鬥                                                               | 山田花名   | 渡邊慎一   | 渡邊正彥        | 大西陽一、青野厚司                  |
| 第28話                     |          | 寶石樂園中最差的寵物 只用了10分鐘就提升了40個魔法等級， 寶石城堡因而回復原狀的故事寶石城堡，地獄的魔法集訓！ | 寶石樂園最後一名的寵物 在10分鐘之內令魔法等級升了40級 然後把寶石城堡還原的故事寶石城堡，地獄的魔法集訓！ | 横谷昌宏   | 近藤信宏   | 淺見松雄        | 飯嶋友里惠、關根千奈未 平田賢一     |
| 第29話                     |          | 戀愛偶像 | 戀愛的偶像                                                                                       | 福田裕子   | 井內秀治   | 今中菜菜        | 山村俊了、大前祐美子 、大西陽一     |
| 第30話                     |          | 我的，哥哥大人…露比VS露亞 地中海風大決戰                                                                     | 我的大哥哥…露比對露亞，地中海風格大決戰                                                          | 山口宏     | 渡邊慎一   | 秦義人          | 本田辰雄、松本勝次                  |
| 第31話                     |          | 追尋寶石樂園的祕寶！來襲！南瓜人                                                                             | 追尋寶石樂園的秘寶攻過來了，南瓜人                                                                       | 谷村大四郎 | 中村憲由   | 中村憲由        | 飯飼一幸、古瀨登 、古池敏也         |
| 第32話                     |          | 是寶石寵物喲！全員集合眼鏡是露娜的一部分                                                                     | 寶石寵物！全員集結眼鏡是露娜的一部分                                                             | 竹內利光   | 誌村宏明   | 清水一伸        | 、龜谷響子                          |
| 第33話                     |          | 變成魔法少女了！？                                                                                           | 變成魔法少女！？                                                                                 | 金春智子   | 誌村宏明   | 吉田俊司        | 青野厚司、和田伸一                  |
| 第34話                     |          | 再見了，蘿拉Hello，夢之荷里活！                                                                              | 再見，羅拉你好，是夢想中的荷里活                                                                       | 山口宏     | 中島太貫   | 渡邊正彥        | 上野卓志、藤田正幸                  |
| 第35話                     |          | 用很酷手錶來Magical Change？想要有將來的夢想love~                                                            | 用超掂手錶魔法變身？很想要將來的夢想，love                                                       | 山田花名   | 渡邊慎一   | 淺見松雄        | 飯嶋友里惠、關根千奈未 平田賢一     |
| 第36話                     |          | 愛里甚麽的最討厭！？朔太郎，要結婚！？                                                                       | 最討厭愛莉？朔太郎要結婚？                                                                       | 谷村大四郎 | 渡邊慎一   | 今中菜菜        | 青野厚司、大西陽一                  |
| 第37話                     |          | 戀之Jewel Flash                                                                                              | 戀愛的                                                                                           | 福田裕子   | 中村憲由   | 中村憲由        | 飯飼一幸、古瀨登 、古池敏也         |
| 第38話                     |          | 要說再見的預感                                                                                               | 說再見的預感                                                                                     | 橫谷昌宏   | 近藤信宏   | 秦義人          | 本田辰雄、原由美子                  |
| 第39話                     |          | 希望有日再會                                                                                                 | 期望再會的一天                                                                                   | 橫谷昌宏   | 近藤信宏   | 吉田俊司        |                                     |
| 寶石寵物 魔法變身 夢幻特選 |          | |                                                                                                  |            |            |                 |                                     |
| 第1話                      |          | 尋找露比！用魔法寶石Magical Change！                                                                         | 尋找露比用魔法石，魔法變身                                                                       | 橫谷昌宏   | 近藤信宏   | 村田尚樹        | 大西陽一、權容祥                    |
| 第2話                      |          | 目標！寶石城堡潜入！寶石城堡                                                                                 | 目標，寶石城堡潛入，寶石城堡                                                                     | 橫谷昌宏   | 近藤信宏   | 清水一伸        | 渡邊奈月                            |
| 第3話                      |          | 變成魔法少女了！？                                                                                           | 變成魔法少女！？                                                                                 | 金春智子   | 誌村宏明   | 吉田俊司        | 青野厚司、和田伸一                  |

### 播放電視台
| 播放地區       | 播放電視台   | 播放日期                     | 播放時間                  | 所屬聯播網 | 備註           |
| -------------- | ------------ | ---------------------------- | ------------------------- | ---------- | -------------- |
| 大阪府         | 大阪電視台   | 2015年4月4日－12月26日       | 星期六 07時00分－07時30分 | 東京電視網 | 製作委員會參加 |
| 關東廣域圈     | 東京電視台   | 2015年4月4日－12月26日       | 星期六 09時30分－10時00分 | 東京電視網 | 製作局         |
| 北海道         | 北海道電視台 | 2015年4月5日－12月27日       | 星期日 07時00分－07時30分 | 東京電視網 |                |
| 愛知縣         | 愛知電視台   | 2015年4月5日－12月27日       | 星期日 07時00分－07時30分 | 東京電視網 |                |
| 岡山縣、香川縣 | 濑户内電視台 | 2015年4月5日－12月27日       | 星期日 07時00分－07時30分 | 東京電視網 |                |
| 福岡縣         | TVQ九州播放  | 2015年4月5日－12月27日       | 星期日 07時00分－07時30分 | 東京電視網 |                |
| 滋賀縣         | 琵琶湖放送   | 2015年5月24日－2016年2月14日 | 星期日 05時55分－06時25分 | 獨立局     |                |
| 和歌山縣       | 和歌山電視台 | 2015年7月15日－2016年4月6日  | 星期三 07時30分－08時00分 | 獨立局     |                |
| 日本全國       | Kids Station | 2015年7月19日－2016年4月24日 | 星期日 11時30分－12時00分 | 衛星電視   | 有重播         |

| 無綫電視翡翠台 星期二、三 17:20－17:50 節目 2019年6月18日臨時節目調動暫停播映 | 無綫電視翡翠台 星期二、三 17:20－17:50 節目 2019年6月18日臨時節目調動暫停播映 | 無綫電視翡翠台 星期二、三 17:20－17:50 節目 2019年6月18日臨時節目調動暫停播映 |
| ----------------------------------------------------------------------------- | ----------------------------------------------------------------------------- | ----------------------------------------------------------------------------- |
|                                                                               | 寶石寵物Ⅶ （2019年2月20日－7月9日）                                           |                                                                               |
| 星光樂園III                                                                   | 花漾精靈 (第二輯)                                                             |                                                                               |

| 無綫電視翡翠台 星期一至五16:15－16:50 節目 2020年8月21日、9月15日臨時節目調動暫停播映 | 無綫電視翡翠台 星期一至五16:15－16:50 節目 2020年8月21日、9月15日臨時節目調動暫停播映 | 無綫電視翡翠台 星期一至五16:15－16:50 節目 2020年8月21日、9月15日臨時節目調動暫停播映 |
| ------------------------------------------------------------------------------------- | ------------------------------------------------------------------------------------- | ------------------------------------------------------------------------------------- |
|                                                                                       | 寶石寵物Ⅶ 重播 （2020年7月31日－9月25日）                                             |                                                                                       |
| 甜甜私房貓 重播 (2020年6月29日－2020年7月30日)                                        | 卡斯柏與麗莎 重播 (2020年9月28日－2020年11月2日）                                     |                                                                                       |

| 無綫電視翡翠台 星期六11:15－11:50 節目 2021年12月4日、12月25日、2022年1月1日、4月16日暫停播映 | 無綫電視翡翠台 星期六11:15－11:50 節目 2021年12月4日、12月25日、2022年1月1日、4月16日暫停播映 | 無綫電視翡翠台 星期六11:15－11:50 節目 2021年12月4日、12月25日、2022年1月1日、4月16日暫停播映 |
| --------------------------------------------------------------------------------------------- | --------------------------------------------------------------------------------------------- | --------------------------------------------------------------------------------------------- |
|                                                                                               | 寶石寵物Ⅶ 重播，第1-24話 （2021年10月30日－2022年5月7日）                                     |                                                                                               |
| LET'S CAMP! 露營少女 重播                                                                     | 超速變形 重播                                                                                 |                                                                                               |
| 無綫電視翡翠台 星期六 11:15－11:50 節目 2022年7月2日暫停播映                                  |                                                                                               |                                                                                               |
| 超速變形 重播                                                                                 | 寶石寵物Ⅶ 重播，第25-39話 （2022年6月4日－9月17日）                                           | 幸福爆發！光之美少女 重播                                                                     |

| Hands Up Channel 星期日 06:30－07:00 節目 | Hands Up Channel 星期日 06:30－07:00 節目 | Hands Up Channel 星期日 06:30－07:00 節目 |
| ----------------------------------------- | ----------------------------------------- | ----------------------------------------- |
|                                           | 寶石寵物Ⅶ （2022年1月2日－9月25日）       |                                           |
| 冰鎮企鵝仔（重製版）                      | 新幹線戰士Z                               |                                           |

### 出處
1. ↑  .   [2019-01-26]. （原始内容存档于2020-04-13）.
2. 1 2  . アニメイトTV (アニメイト). 2015-03-18  [2015-03-25]. （原始内容存档于2015-03-19）.
3. 1 2  Sega Toys 電視動畫 寶石寵物最新系列《寶石寵物 魔法變身》於2015年4月開始於東京電視台放送！！ Archive.today的存檔，存档日期2015-03-26 PR TIMES 2015年3月18日、同4月1日閲覧。

## 外部連結
- 東京電視台《寶石寵物 魔法變身》官方網站 （页面存档备份，存于）